# Gerhard Landmann (Kaufmann)
Gerhard Landmann (* 6. Mai 1904 in Braunschweig; † 29. Juni 1933 ebenda) war ein deutscher Kaufmann und Angehöriger der Schutzstaffel (SS).

## Leben
Landmann arbeitete nach einer kaufmännischen Ausbildung in unterschiedlichen Stellen. So war er unter anderem als Büroanwärter beim Rat der Stadt Braunschweig tätig. Bereits in den 1920er Jahren trat der antidemokratische Nationalist der NSDAP und 1932 der SS bei. Während einer Großfahndung im Braunschweiger Arbeiterviertel Eichtal nach illegalen Flugblättern durch die SS-Hilfspolizei wurde Landmann aus Versehen von eigenen Leuten tödlich getroffen. Dieses wurde sofort den Kommunisten angelastet und lieferte der nationalsozialistischen Regierung Klagges den Anlass, mit brutalsten Gewaltmitteln gegen politische Gegner vorgehen zu können. Im Freistaat Braunschweig setzte eine als polizeiliche Fahndungsaktion getarnte systematische Verfolgungswelle ein, die als „Landmann-Welle“ bekannt wurde. Am Tag des Staatsbegräbnisses von Landmann ermordete die SS als „Vergeltung“ elf Kommunisten und Gewerkschafter in Rieseberg. Weitere Bluttaten und Hunderte Sondergerichtsprozesse mit drakonischen Strafen folgten. Im August 1933 benannten die Nationalsozialisten das von ihnen seit März 1933 besetzte sogenannte „Rote Schloss“, die Verlagszentrale des Braunschweiger Volksfreundes, in „Gerhard-Landmann-Haus“ um. Nach Kriegsende wurde das Gebäude wieder an den SPD-Verlag zurückgegeben und der NS-Name wieder entfernt.